# Augustin Roy
Augustin Roy (Le Pin, 21 gennaio 1863 – Wellington, 21 dicembre 1937) è stato un missionario e vescovo cattolico francese.

## Biografia
Iniziò la sua formazione ecclesiastica nel seminario minore di Montmorillon e proseguì gli studi nel seminario maggiore di Poitiers; si trasferì al seminario per le Missioni estere di Parigi prima di ricevere il diaconato e fu ordinato prete nel 1888.
Fu assegnato alla missione di Coimbatore: svolse il suo apostolato nei distretti di Kodiveri e Palghat e fu poi parroco a Ootacamund.
Fu eletto e consacrato vescovo di Coimbatore nel 1904: si interessò particolarmente alla formazione del clero e all'educazione cristiana della gioventù e, a tal fine, promosse lo sviluppo della Saint Michael's School e della congregazione delle suore francescane della Presentazione di Maria, alle quali affiancò i Fratelli di San Michele Arcangelo da lui fondati.
Nel 1930 si dimise dall'ufficio di vescovo di Coimbatore per motivi di salute e fu trasferito alla sede titolare di Citarizo.

## Genealogia episcopale
La genealogia episcopale è:
- Cardinale Guillaume d'Estouteville, O.S.B.
- Papa Sisto IV
- Papa Giulio II
- Cardinale Raffaele Riario
- Papa Leone X
- Papa Paolo III
- Cardinale Francesco Pisani
- Cardinale Alfonso Gesualdo
- Papa Clemente VIII
- Cardinale Pietro Aldobrandini
- Cardinale Laudivio Zacchia
- Cardinale Antonio Barberini, O.F.M.Cap.
- Cardinale Marcantonio Franciotti
- Cardinale Giambattista Spada
- Cardinale Carlo Pio di Savoia
- Arcivescovo Giacomo Palafox y Cardona
- Cardinale Luis Manuel Fernández de Portocarrero-Bocanegra y Moscoso-Osorio
- Patriarca Pedro Portocarrero y Guzmán
- Vescovo Silvestre García Escalona
- Vescovo Julián Domínguez y Toledo
- Vescovo Pedro Manuel Dávila Cárdenas
- Arcivescovo Domingo Pantaleón Álvarez de Abreu
- Arcivescovo Manuel José Rubio y Salinas
- Vescovo Manuel de Matos, O.F.M.Disc.
- Vescovo Juan de La Fuente Yepes
- Vescovo Pierre Brigot,M.E.P.
- Vescovo Luigi Maria di Gesù Pianazzi, O.C.D.
- Vescovo Pietro d'Alcántara di Sant'Antonio Ramazzini, O.C.D.
- Vescovo Raimondo di San Giuseppe Boriglia, O.C.D.
- Vescovo Louis-Charles-Auguste Hébert, M.E.P.
- Vescovo Clément Bonnand, M.E.P.
- Vescovo Etienne-Louis Charbonnaux, M.E.P.
- Arcivescovo François-Jean-Marie Laouënan, M.E.P.
- Arcivescovo Joseph-Adolphe Gandy, M.E.P.
- Vescovo Hugues-Madelain Bottero, M.E.P.
- Vescovo Augustin Roy, M.E.P.